# Catagonalia lunata
Catagonalia lunata är en insektsart som beskrevs av Victor Antoine Signoret 1854. Catagonalia lunata ingår i släktet Catagonalia och familjen dvärgstritar. Inga underarter finns listade i Catalogue of Life.